# Chrysotus palustris
Chrysotus palustris är en tvåvingeart som beskrevs av George Henry Verrall 1876. Chrysotus palustris ingår i släktet Chrysotus och familjen styltflugor. Arten är reproducerande i Sverige. Inga underarter finns listade i Catalogue of Life.